# Chi Trạch tả
Alisma là chi thực vật có hoa trong họ Alismataceae.

## Các loài
Các loài tự nhiên gồm:
- Alisma canaliculatum A.Braun & C.D.Bouché
- Alisma gramineum Lej.
- Alisma lanceolatum Withering
- Alisma nanum D.F.Cui
- Alisma plantago-aquatica L.
- Alisma subcordatum Raf.
- Alisma triviale Pursh
- Alisma wahlenbergii (Holmb.) Juz.

Các loài lai ghép gồm:
- Alisma × bjoerkqvistii
- Alisma × juzepczukii
- Alisma × rhicnocarpum

## Hình ảnh

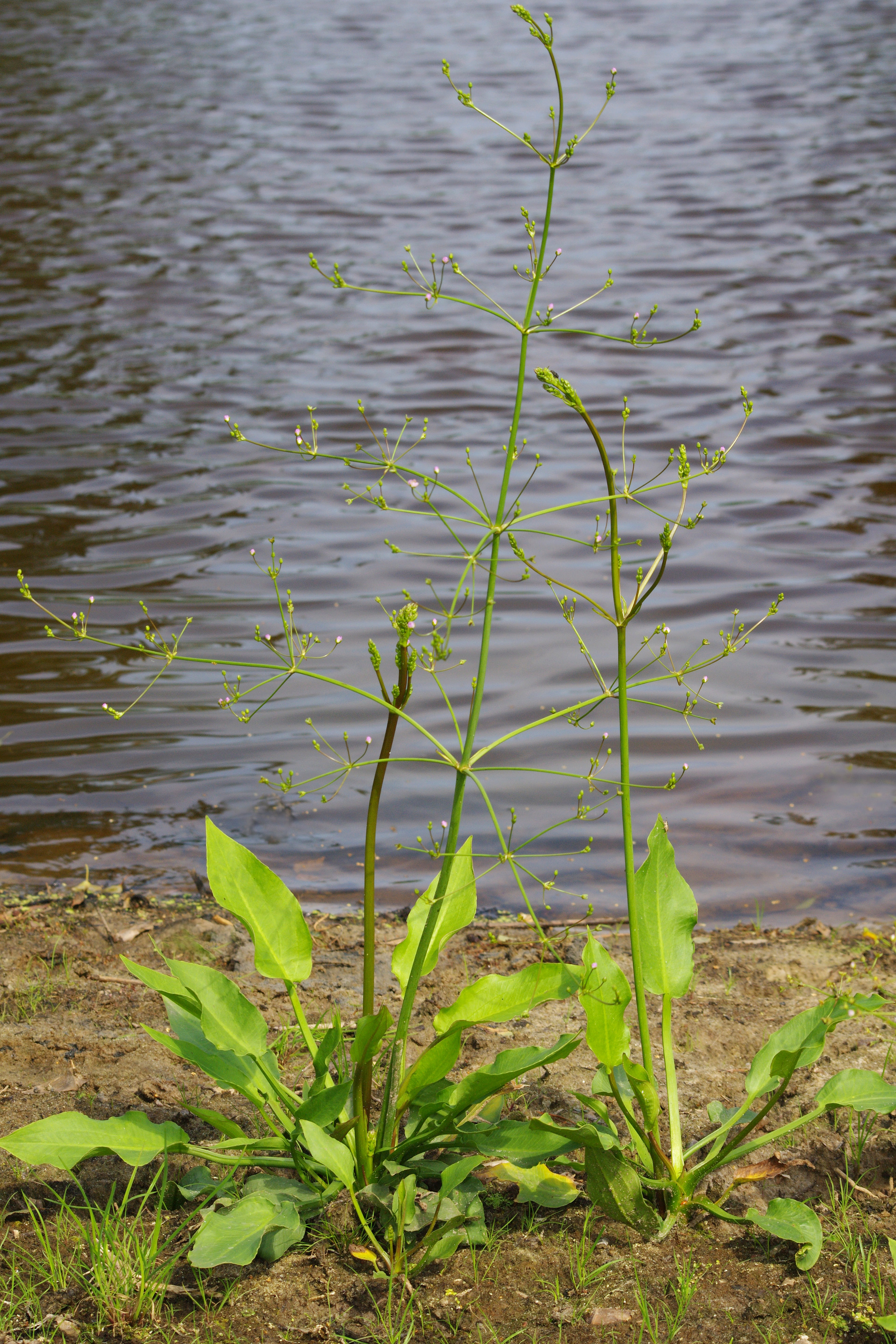
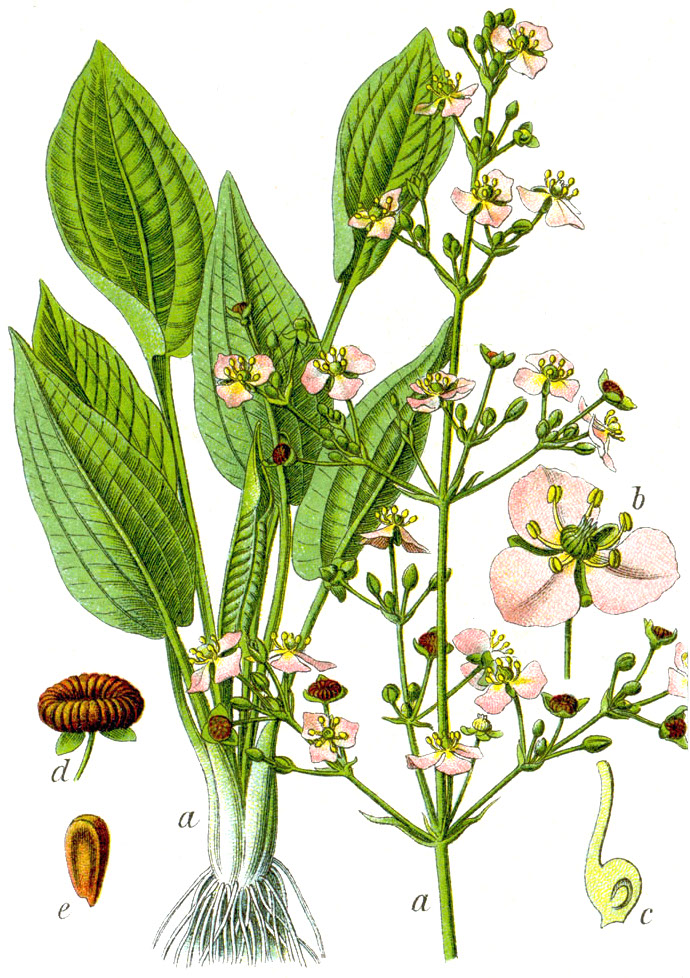
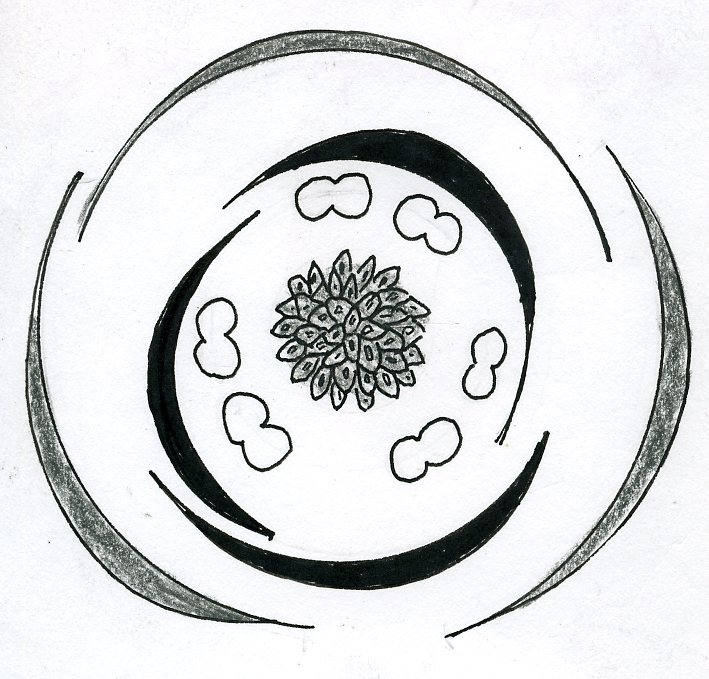
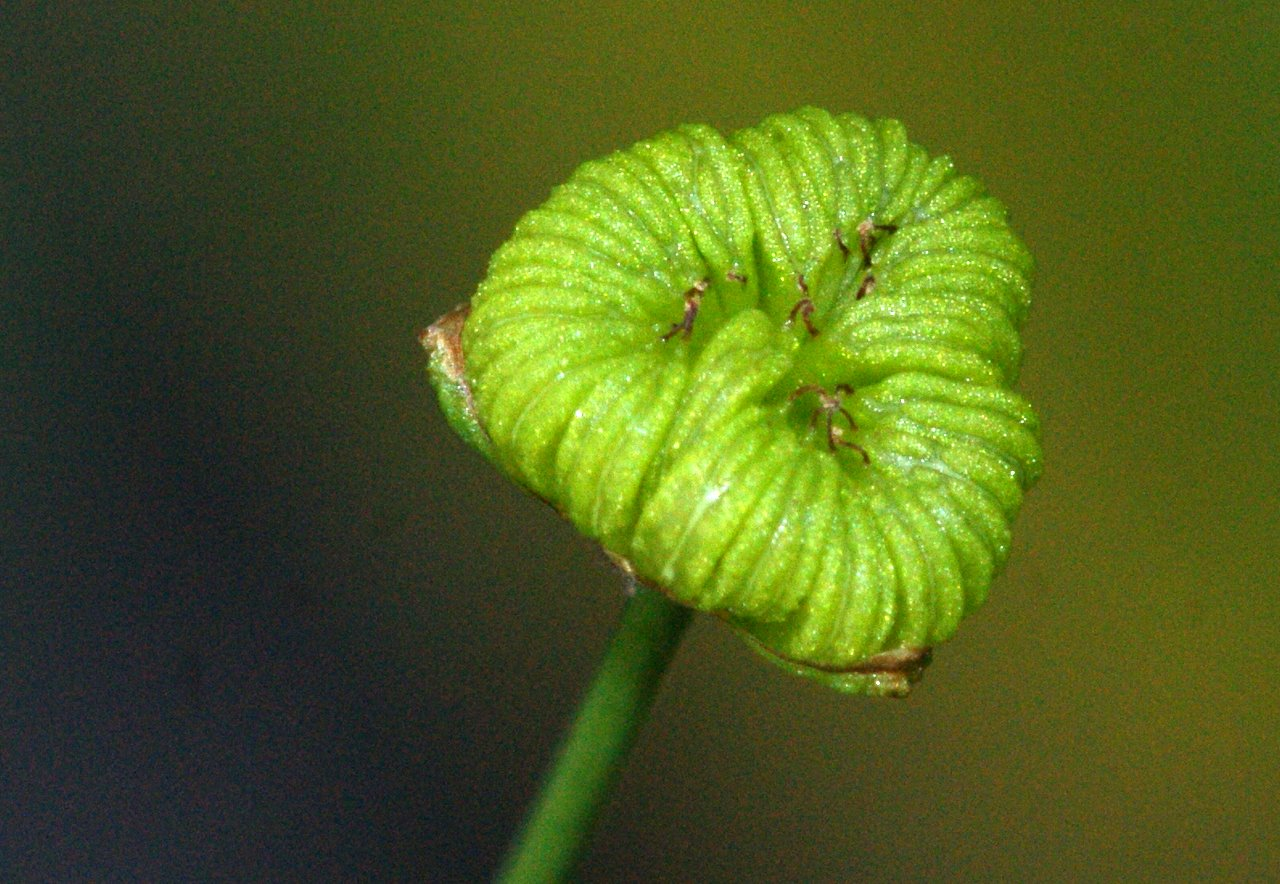